# Mumu
Mumu (russisk: Муму) er en sovjetisk spillefilm fra 1959 af Anatolij Bobrovskij og Jevgenij Teterin.

## Medvirkende
- Afanasij Kotjetkov som Gerasim
- Nina Grebesjkova som Tatjana
- Jelena Polevitskaja
- Igor Bezjajev
- Ivan Ryzjov som Gavrila